# Particule ponctuelle
Une particule ponctuelle (particule idéale ou particule quasi-ponctuelle) est un objet idéalisé très utilisé en physique. 

## Caractéristiques
Une des caractéristiques principales d'une particule ponctuelle est qu'il lui manque l'extension spatiale : de dimension zéro, elle n'occupe aucun volume. C'est une représentation appropriée de tout objet dont la définition de la taille, de la forme et de la structure n'est pas pertinente dans un contexte donné. Par exemple, si l'observateur se place suffisamment loin, un objet de forme quelconque ressemblera et se comportera comme un objet ponctuel. Comme « types » de particules ponctuelles, il y a les masses ponctuelles et les charges ponctuelles, c'est-à-dire des particules dont le seul attribut est respectivement leur masse ou leur charge. 
En physique des particules, une « particule ponctuelle » est synonyme de « particule élémentaire », ce qui définit une particule comme étant sans structure ou, encore, comme une particule qui n'est pas faite à partir de particules plus petites. Selon le modèle standard des particules fondamentales et des forces, les quarks, les leptons et les bosons vecteurs (non composites) sont des particules ponctuelles dans ce sens. Il n'existe aucune preuve expérimentale d'une étendue spatiale des particules élémentaires, et par conséquent elles sont généralement considérés comme des particules ponctuelles (au moins dans la mesure où la notion de « particule » est significative comme dans la théorie des champs quantiques).